# Bernhard Ludwig Mollenbeck

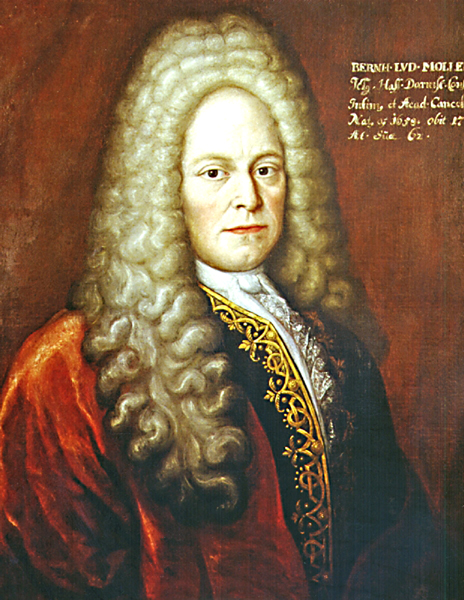
Porträt um 1725

Bernhard Ludwig Mollenbeck (auch Bernhard Ludwig Mollenbec; * 30. Oktober 1658 in Lemgo; † 18. Januar 1720 in Gießen) war ein deutscher Rechtswissenschaftler und Hochschullehrer.

## Leben
Mollenbeck war Sohn des Rechtsgelehrten Anton Heinrich Mollenbeck und Enkel des Rechtsgelehrten Johannes Mollenbeck. Er erhielt in Rinteln, wo sein Vater die Stelle eines Stadtsyndikus bekleidete, Unterricht durch einen Hauslehrer. Anschließend absolvierte er das Pädagogium Gießen, bevor er 1672 an der Universität Gießen immatrikuliert wurde. 1677 wechselte er an die Universität Jena. Dort stand er insbesondere unter dem Einfluss von Georg Adam Struve und Nikolaus Christoph Lyncker. 1680 kehrte er an die Gießener Hochschule zurück, an der er mit der Dissertation De comitibus sacri palatii zum Lic. iur. graduiert wurde. Am 16. Oktober 1681 wurde er zum ordentlichen Regierungsadvokat ernannt.
Mollenbeck erhielt 1683 die Stelle als Professor der Ethik an der Universität Gießen. Dort wurde er 1686 zum Doktor der Rechte promoviert und 1690 zusätzlich zum Professor der Politik ernannt. 1692 lehnte er eine Regierungsratsstelle in Darmstadt ab. Daraufhin erfolgte 1693 seine Berufung als ordentlicher Professor der Rechte in Gießen. Am 8. März 1710 erfolgte seine Ernennung zum fürstlichen Rat, am 26. September 1710 zum Inspektor der ökonomischen Angelegenheiten der Universität.
Mollenbeck wurde am 29. April 1715 Universitätskanzler in Gießen, erhielt 1716 die Ehrung einer goldenen Gnadenkette des Kaisers sowie 1719 die Ernennung zum hessischen Geheimen Rat.
Der Gießener Professor Johann Heinrich Mollenbeck war sein Bruder.

## Werke (Auswahl)
- De primis calendis, Neuen-Jahres-Tag, Karger, Gießen 1683.
- De Anno Luctus, Traur-Jahr , Karger, Gießen 1687.
- De Regali Protimiseos Metallicæ Jure, Vom Vorkauff der Metallen, Sonst Silber-Kauff, Müller 1691.
- Caesaris circa negotium pacis: Vom Recht des Kaysers Einen Reichs-Frieden ohne die Stände zu schließen, Gießen 1716 (auch Halle 1728 und Wien 1736).
- De Duobus Testamentis Simul Validis, Gießen 1718.
- De abusu cessionis bonorum: Germanis: Vom widerrechtlichen Mißbrauch, der zwischen Schuldnern und Glaubigern vor und bey Abtretung der Güther vorzugehen pfleget, Heller, Jena 1747.